# Canut II de Dinamarca
Canut el Gran (en danès: Knud den Store, noruec: Knut den Store, anglès: Canute the Great; vers 995-22 de novembre del 1035) va ser rei viking dels regnes de Dinamarca —com a Canut II, 1018-1035)—, Anglaterra —Canut I, 1016-1035)— i Noruega (1029-1035). Els seus èxits com a estadista i militar el convertiren en una de les figures més destacades del seu temps fins al punt que alguns historiadors l'han anomenat l'«Emperador del Nord».

## Biografia

### Orígens
Segon fill del príncep Sven de Dinamarca. No se sap del cert qui era la seva mare i els indicis són contradictoris. Segons el Cronicó de Thietmar de Merseburg, la mare de Canut era filla de Miecislau I de Polònia; segons la Heimskringla una crònica noruega es deia Gunhilda i era filla de Burilav dels wends. Adam de Bremen, autor de la Gesta Hammaburgensis ecclesiae pontificum creu que la seva mare va estar casada també amb Eric VI de Suècia, però no n'esmenta el nom. Però això contradiu la Heimskringla on es diu que el pare de Canut es va casar amb Sígrid l'Altiva, vídua del rei Eric, però Canut era nascut de la primera esposa Gunhilda.
Sobre la seva infantes hi ha poques dades, se sap pel Flateyjarbók que el seu instructor en matèria de guerra va ser Thorkell l'Alt i que l'any 1003 o 1004, encara un noiet, va acompanyar el seu pare a l'atac efectuat sobre Norwich. De tot això es dedueix que potser va néixer vers el 990, però podria ser una confusió amb un altre atac i llavors hauria nascut vers l'any 1000 .

### Anglaterra
Va acompanyar el seu pare en l'efímera invasió d'Anglaterra l'agost del 1013. A la mort d'aquest, el 3 de febrer del 1014, alguns anglesos de Northúmbria, cansats de la poca seguretat que els donava Etelred l'Indecís, el van proclamar rei. El pare de Canut, era l'hereu del rei de Dinamarca, per tant Canut va marxar cap a la seva terra nadiua per ser confirmat en la successió. Mentrestant Edmund Ironside, fill d'Etelred, va prendre el control del país i va castigar durament els que havien proclamat rei d'Anglaterra a Canut.
L'agost del 1015 Canut va tornar a envair Anglaterra i combaté en una sèrie de batalles contra Etelred i, a la mort d'aquest, contra el seu successor Edmund Ironside. Sembl que tenia alguna mena de pacte amb Boleslau I de Polònia, ja que aquest va posar al seu servei unes tropes. Primer van arribar a Sandwich, però van continuar navegant cap a l'oest fins a Frome on van penetrar pel riu terra endins per saquejar Dorset, Wiltshire i Somerset. llavors Eadric Streona, ealdorman de Mèrcia va desertar i es va unir a Canut.
Un altre que se li va unir va ser Thorkell l'Alt un mercenari que prèviament havia lluitat del bàndol dels anglesos contra Sven Tveskæg.Després va anar cap a Nothúmbria, on va rebre reforços d'Eirik Håkonsson. El següent pas va ser assetjar Londres on estava en nou rei anglès, Edmund, el qual va trencar la vigilància i va marxar a Wessex per aplegar un exèrcit. Les dues forces es van enfrontar a Penselwood i a Sherston sense hi hagués una victòria clara per cap dels dos bàndols. A Brentford es van tornar a trobar i va guanyar Edmund però va tenir moltes pèrdues. L'exèrcit viking va tornar a assetjar Londres.
Canut derrotà Edmund a la batalla d'Assandun i els dos reis finalment arribarien a un acord pel qual es dividirien el regne en dues parts iguals: Canut regnaria les terres al nord del Tàmesi i Edmund les del sud. Hi havia, però, una clàusula segons la qual quan un dels dos morís l'altre heretaria el seu territori.
Però el 30 de novembre de 1016 Edmund va morir (o fou assassinat pels fills d'Eadric Streona), i el gener del 1017 l'assemblea de nobles anglesos (witenagemot) va proclamar Canut rei de tota Anglaterra. Per assegurar la seva posició al tron, va casar-se el juliol del 1017 amb la vídua d'Etelred, Emma de Normandia. El 1036 els dos fills que Emma havia tingut amb l'anterior marit van anar-la a visitar: Alfred, el fill gran, va ser cegat i va morir, el segon Eduard va aconseguir fugir.

### Dinamarca
El 1018 moria el seu germà gran, el rei Harald II de Dinamarca, Canut el va succeir i va nomenant jarl («regent») del regne al seu cunyat Ulf Thorgilsson. Aprofitant la llunyania de Canut i el desori causat per una invasió conjunta de Suècia i Noruega, Ulf va intentar convèncer els nobles danesos perquè proclamessin rei al fill de Canut, Hardecanut. Com que Hardecanut encara era menor, Ulf hauria governat en nom seu.
En assabentar-se de la situació, Canut va tornar a Dinamarca el 1026. Va derrotar les forces noruegues i sueques en la batalla d'Helgeå, i l'endemà de la victòria, faria assassinar Ulf.

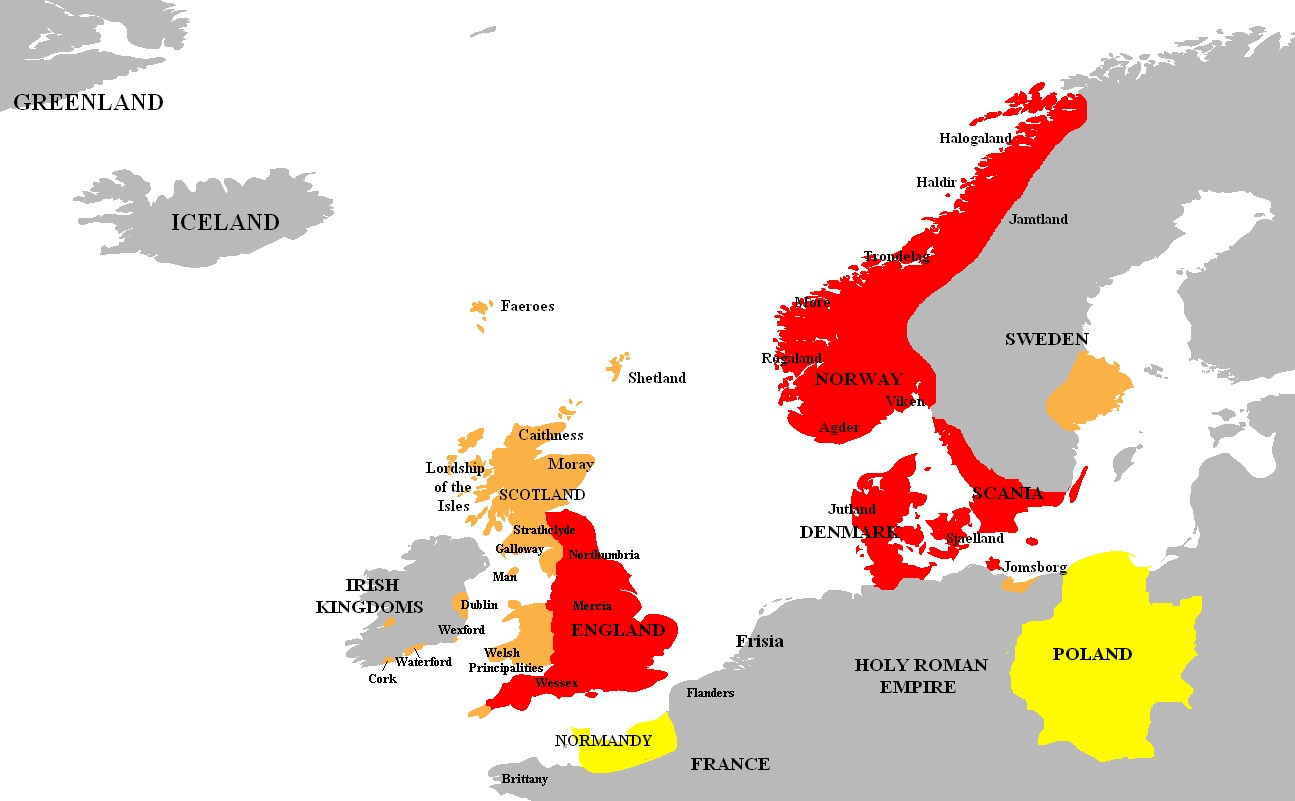
Els dominis de Canut vers el 1028 en vermell, en taronja els territoris vassalls, i en groc els estats aliats

### Viatge a Roma
El 1027 el rei alemany Conrad II el va convidar a assistir a la seva coronació a Roma com a emperador del Sacre Imperi Romanogermànic. Atès que els regnes de Canut estaven pacificats, va acceptar la invitació. Els dos monarques es van fer amics i va ser un honor que el tractés com un germà. Aquesta visita va ser molt celebrada en el poema Knútsdrápa de Sigvatr Þórðarson.

### Noruega
De retorn a Dinamarca, li van arribar rumors que a Noruega estaven descontents amb el seu rei i alguns noruecs li van oferir or perquè anés a pacificar el país. Va salpar des d'Anglaterra amb 50 vaixells cap a la ciutat noruega de Trondheim.
El rei Olav II el Sant va rendir-se, incapaç de plantar cara a Canut en veure que gran part de la seva noblesa estava descontenta amb ell i no li donava suport. Canut va ser coronat rei de Noruega, el tercer dels seus reialmes, i a més controlava parts de Suècia.

## Relacions amb l'Església

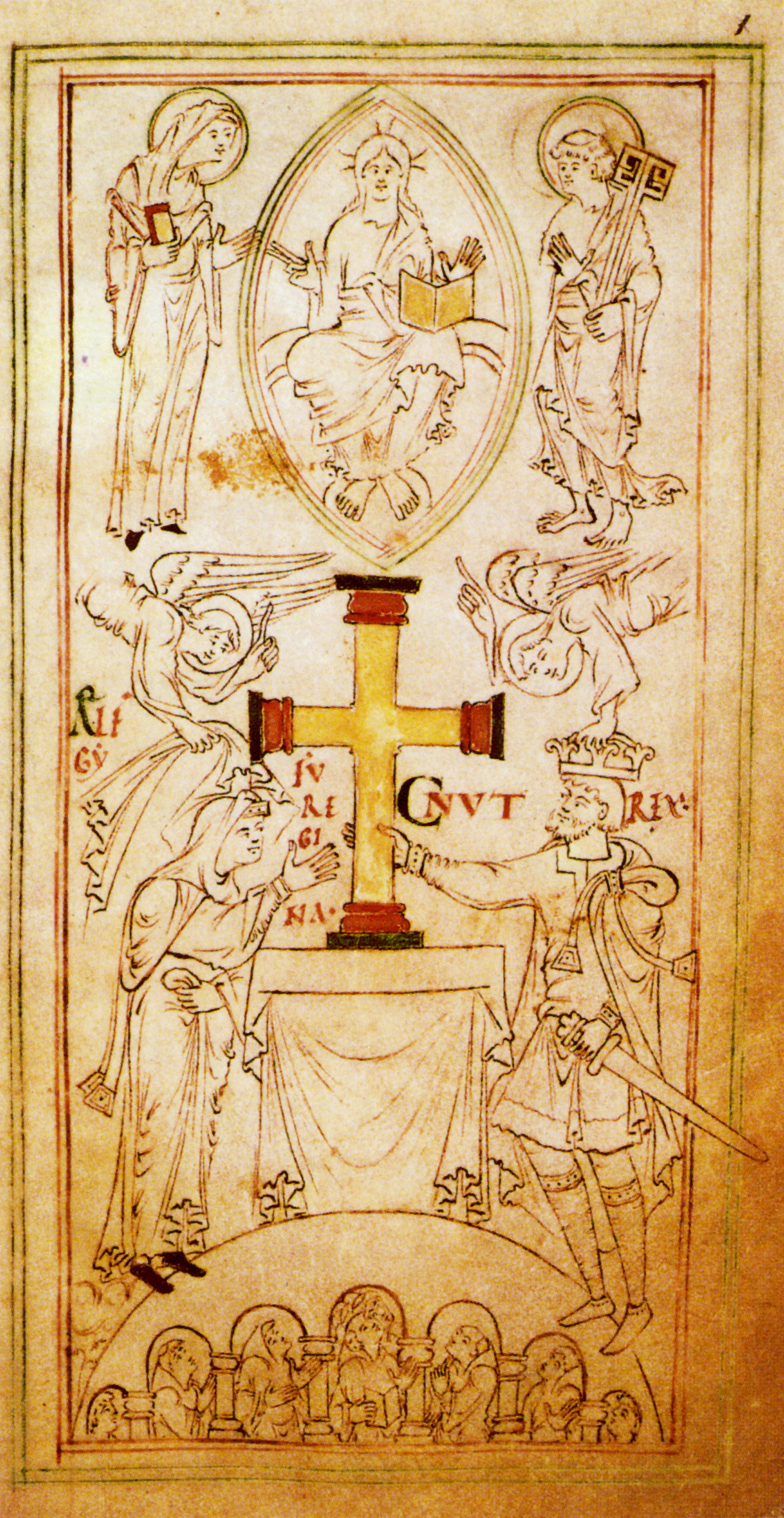
Els àngels coronen a Canut mentre ell i Emma de Normandia (Ælfgifu) presenten una gran creu d'or a l'abadia de Hyde a Winchester. Del New Minster Liber Vitae de la British Library.

Les accions de Canut com a conqueridor i el seu tracte despietat a la dinastia enderrocada inquietaven l'Església. Ell ja era cristià abans de ser rei –va ser batejat Lambert  – encara que la cristianització d'Escandinàvia no va ser gens completa. El seu matrimoni amb Emma de Normandia, tot i que ja estava casat amb Aelfgifu Aelfhelmsdotter, que es mantenia al sud amb una finca a Exeter, va ser un altre conflicte amb l'ensenyament de l'Església. En un esforç per reconciliar-se amb els seus eclesiàstics, Canut va reparar totes les esglésies i monestirs anglesos que van ser víctimes del saqueig víking i va tornar a omplir les seves arques. També va construir noves esglésies i va ser un sincer patró de les comunitats monàstiques. La seva terra natal, Dinamarca, era una nació cristiana en augment, i el desig de millorar la religió encara era fresc. Com a exemple, la primera església de pedra que es té constància que es va construir a Escandinàvia va ser a Roskilde, c. 1027, i la seva patrona era la germana de Canut Estrid.
És difícil esbrinar si l'actitud de Canut envers l'Església derivava d'una profunda devoció religiosa o només era un mitjà per reforçar el control del seu règim sobre el poble. Hi ha proves de respecte per la religió pagana en la seva poesia de lloança, i era prou feliç perquè els seus skalds fossin embellits en la mitologia nòrdica, mentre que altres líders víkings insistien en l'observació rígida de la línia cristiana, com Sant Olaf. No obstant això, també mostra el desig d'una nació cristiana respectable dins d'Europa. El 1018, algunes fonts suggereixen que es trobava a Canterbury en el retorn del seu arquebisbe Lyfing de Roma, per rebre cartes d'exhortació del Papa. Si aquesta cronologia és correcta, probablement va anar de Canterbury al Witan a Oxford, amb l'assistència de l'arquebisbe Wulfstan de York, per registrar l'esdeveniment.
Els seus dons ecumènics eren generalitzats i sovint exuberants. Es van donar terres comuns, juntament amb l'exempció d'impostos i les relíquies. Probablement, a la Catedral de Canterbury se li van donar drets a l'important port de Sandwich, així com l'exempció d'impostos, amb confirmació en la col·locació de les seves cartes a l'altar, mentre va aconseguir les relíquies de Sant Ælfheah, amb disgust de la gent de Londres. Una altra seu a favor del rei va ser Winchester, només per darrere de la seu de Canterbury en termes de riquesa. El New Minster Liber Vitae registra a Canut com a benefactor del monestir  i se li va donar la Creu de Winchester, amb 500 marcs de plata i 30 marcs d'or, així com relíquies de diversos sants. Old Minster va ser el destinatari d'un santuari per a les relíquies de Sant Birinus i la probable confirmació dels seus privilegis. El monestir d'Evesham, amb el seu abat Ælfweard suposadament un parent del rei a través d'Ælfgifu la Dama (probablement Ælfgifu de Northampton, en lloc de la reina Emma, també coneguda com Ælfgifu), va obtenir les relíquies de Sant Wigstan. Mentre que alguns anglesos van aprovar aquestes polítiques, que els seus skalds van anomenar destruir el tresor, la càrrega dels impostos es va sentir àmpliament. La seva actitud cap a la seu de Londres no era clarament benigna. Aparentment, els monestirs d’Ely i Glastonbury tampoc estaven en bons termes.
També es van donar altres obsequis als seus veïns. Entre aquests n'hi havia un a Chartres, del qual el seu bisbe va escriure: Quan vam veure el regal que ens vas enviar, vam quedar meravellats tant del teu coneixement com de la teva fe... ja que tu, a qui havíem sentit com un príncep pagà, ara sabem que no només som un cristià, sinó també un donant molt generós a les esglésies i als servidors de Déu. Se sap que va enviar un saltiri i un sagramentari fets a Peterborough (famós per les seves il·lustracions) a Colònia  i un llibre escrit en or, entre altres obsequis, a Guillem V d'Aquitània. Aparentment, aquest llibre d'or havia de donar suport a les afirmacions aquitanes de Marçal de Llemotges, patró d'Aquitània, com a apòstol. En conseqüència, el seu destinatari va ser un àvid artesà, erudit i cristià devot, i l'Abadia de Sant Marçal de Llemotges va ser una gran biblioteca i scriptorium, només per darrere de la de Cluny. És probable que els dons de Canut estiguessin molt més enllà del coneixement actual de l'historiador.
El viatge de Canut a Roma l'any 1027 és un altre signe de la seva dedicació a la religió cristiana. Potser va anar a assistir a la coronació de Conrad II per tal de millorar les relacions entre les dues potències, però abans havia fet el vot de buscar el favor de sant Pere, el guardià de les claus del regne celestial. Mentre era a Roma, Canut va fer un acord amb el pape per reduir els honoraris pagats pels arquebisbes anglesos per rebre el seu pal·li. També va disposar que els viatgers del seu regne no es veiessin limitats per peatges injustos i que haurien de ser protegits en el seu camí cap a Roma i des de Roma. Existeixen algunes proves d'un segon viatge l'any 1030.

## Mort i successió

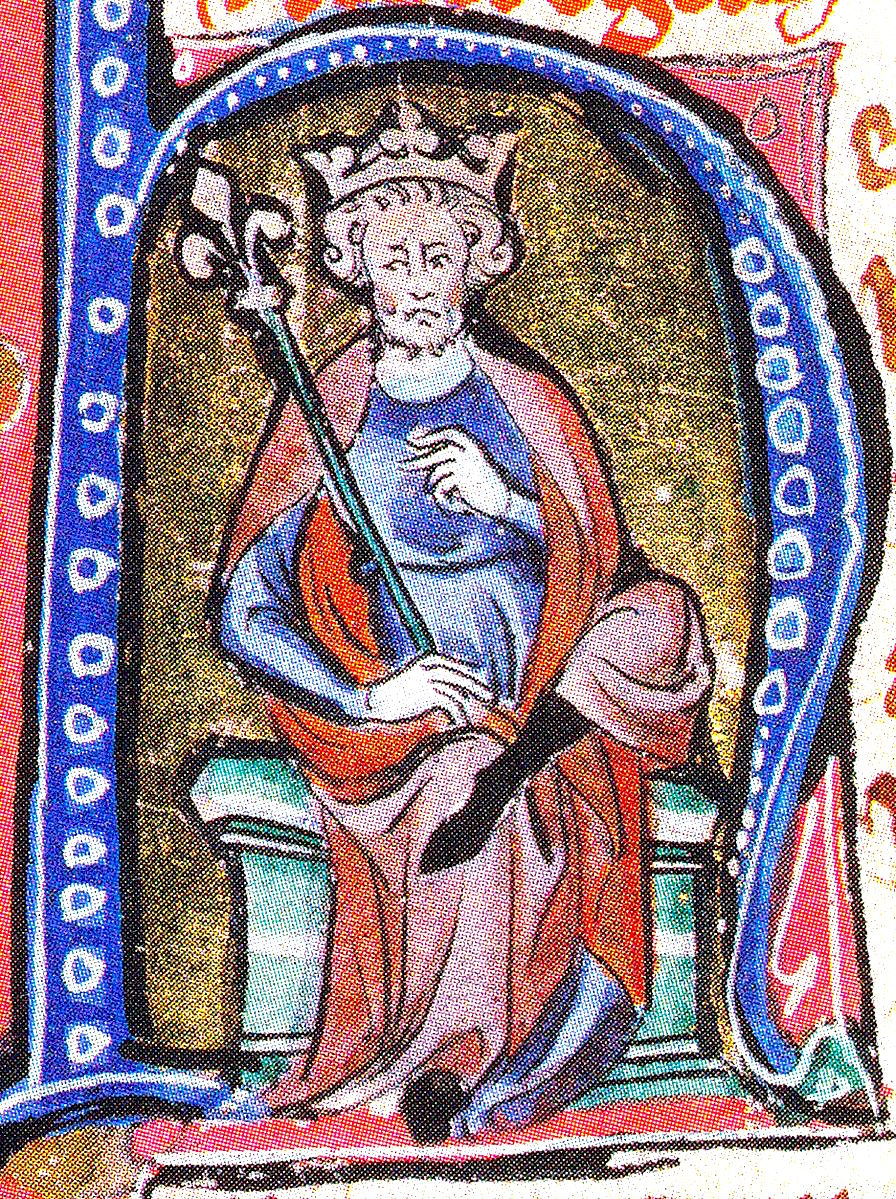
Retrat del segle XIV de Canut el Gran

Canut va morir el 12 de novembre de 1035 a Shaftesbury, Dorset. A Dinamarca, el va succeir Hardecanut, regnant com a Canut III, encara que amb una guerra a Escandinàvia contra Magne Olavsson, Harthacnut va ser abandonat [pels anglesos] perquè va estar massa temps a Dinamarca. La seva mare, la reina Emma, abans resident a Winchester amb alguns dels huscarls del seu fill, va ser obligada a fugir a Bruges a Flandes, sota la pressió dels partidaris de l'altre fill de Canut, després de Svein, per Aelfgifu Aelfhelmsdotter: Harold Peu de Llebre, regent a Anglaterra 1035– 37 (que va reclamar el tron anglès el 1037, regnant fins a la seva mort el 1040). La pau eventual a Escandinàvia va deixar a Harthacnut lliure per reclamar el tron ell mateix el 1040 i recuperar el seu lloc per a la seva mare. Va reunir de nou les corones de Dinamarca i Anglaterra fins a la seva mort el 1042. Dinamarca va caure en un període de desordre amb una lluita pel poder entre el pretendent al tron Svend II de Dinamarca, fill d'Ulf, i el rei noruec, fins a la mort de Magnus el 1047.
Si els fills de Canut no haguessin mort en una dècada després de la seva mort, i si la seva única filla coneguda Gunilda, que s'havia de casar amb el fill de Conrad II, Enric III, vuit mesos després de la seva mort, no hagués mort a Itàlia abans que ella pogués fer-se emperadriu consort, El regnat de Canut podria haver estat la base per a una unió política completa entre Anglaterra i Escandinàvia, un Imperi del Mar del Nord amb vincles de sang amb el Sacre Imperi Romanogermànic.
Canut va ser enterrat a l’Old Minster, Winchester. Amb els fets de 1066, el nou règim de Normandia va voler marcar la seva arribada amb un ambiciós programa de catedrals i castells grandioses al llarg de l'alta edat mitjana. La catedral de Winchester es va construir a l'antic lloc anglosaxó i els enterraments anteriors, inclòs el de Canut, s'hi van instal·lar en cofres funeraris. Durant la Guerra Civil anglesa al segle xvii, els soldats de Roundhead saquejadors van escampar els ossos de Canut per terra i es van escampar entre els diferents cofres, especialment els de Guillem II d'Anglaterra. Després de la restauració de la monarquia, els ossos van ser recollits i reemplaçats al seu pit, encara que una mica fora d'ordre.

## Cultura popular
El rei Canut, que va intentar fer retrocedir les ones del mar, s'ha convertit en folklore com un model d'arrogància, estupidesa i pensament il·lusori. Un dia, el rei va convidar els nobles a la platja a mesura que la marea pujava, i va ordenar que el seu tron fos col·locat en el lloc on les onades avançaven per la sorra.
«No estàs subjecte a mi», va cridar, «Sent que la terra on estic assegut és meva... T'ordeno, per tant, que no t'elevis a la meva terra, ni t'atreveixis a mullar la roba o les extremitats del teu amo».
Sense cap sorpresa, la mar no li va prestar atenció. D'acord amb la versió escrita més antiga de la història, la marea s'aproximava. Les onades van xopar irrespectuosament els peus i la barba del rei, per la qual cosa va haver de retrocedir per evitar mullar-se.
Posteriorment, el rei va dir: «Que tothom ho sàpiga», va cridar mentre es retirava del seu tron i es contemplava els peus mullats, «que el poder dels reis està buit i no té cap valor!». Va cridar a les ones, en altres paraules, per transmetre el missatge que no era tan poderós com podria semblar, i va embellir el seu punt amb una lliçó addicional de religió. «No hi ha rei digne d'aquest títol», va proclamar, «Salvi Déu aquells que per la seva voluntat ... el cel, la terra i el mar obeeixen les lleis eternes».